# Rosa Körberg
Rose-Marie "Rosa" Charlotte Kings Körberg, född 1 mars 1961 i Ronneby församling, Blekinge län, är en svensk sångerska. Hon är halvsyster till Tommy Körberg. 
Mest känd är Körberg från musikgruppen Attack som 1981 fick en hit med låten "Ooa hela natten". Hon medverkade även i den svenska Melodifestivalen 1984 med låten "Schack och matt", som slutade på delad sjätteplats.
Den 28 juli 2015 medverkade Körberg i Allsång på Skansen i SVT.
Hon har även givit ut soloproduktioner.

## Diskografi

### Soloalbum
| Titel          | Släppår |
| -------------- | ------- |
| "Rosa Körberg" | 1983    |

### Solosinglar
| Titel                            | Släppår |
| -------------------------------- | ------- |
| "Paper Town"/"Write Me a Letter" | 1976    |
| "Jag väntar"/"Stoppa jorden"     | 1983    |
| "Simsalabim"/"Dansa natten lång" | 1987    |

### Fotnoter
1. ↑  Sveriges befolkning
2000:
Kings Körberg, Rose-Marie Charlotte
(1961-03-01)
Försäkringskassan, uttag avseende 20001231 (2014)
2. ↑  ”Melodifestivalen 1984”. Poplight. 25 februari 1984. Arkiverad från originalet den 25 november 2014. https://archive.is/20141125232428/http://arkiv.poplight.se/melodifestivalen/1984. Läst 28 juli 2015.
3. ↑  ”Rosa Körberg”. Discogs. http://www.discogs.com/artist/726116-Rosa-K%C3%B6rberg. Läst 28 juli 2015.
4. ↑  ”(Körberg, Rosa)”. Svensk mediedatabas. http://smdb.kb.se/catalog/search?q=%28K%C3%B6rberg%2C+Rosa%29&sort=OLDEST. Läst 28 juli 2015.
5. ↑  ”Rosa Körberg”. Svensk mediedatabas. http://www.swedishcharts.com/showinterpret.asp?interpret=Rosa+K%F6rberg. Läst 28 juli 2015.